# Панкова, Нина Михайловна
Нина Михайловна Панкова — советский хозяйственный и политический деятель.

## Биография
Родилась в 1939 году. Член КПСС с 1964 года.
В 1957—1991 гг. — швея-мотористка Тбилисского чулочно-носочного производственного объединения Министерства лёгкой промышленности Грузинской ССР.
Избиралась депутатом Верховного Совета СССР 10-го созыва, Верховного Совета Грузинской ССР 11-го созыва. Делегат XXVI съезда КПСС.
Жила в Тбилиси.

## Награды
- Орден Ленина
- Орден Дружбы народов